# Соловьёв, Степан Фёдорович
Степан Фёдорович Соловьёв (1819—1867) — русский купец и золотопромышленник, меценат, филантроп, коллекционер, организатор нескольких географических экспедиций.

## Биография
Степан Соловьёв родился 31 декабря 1819 года в Нижнем Тагиле. Его отец Фёдор Петрович Соловьёв начинал свою карьеру как подсобный рабочий на уральском горном заводе, быстро «дорос» до приказчика, а затем — управляющего. Он был опытным рудознатцем и помимо основной работы купил несколько участков, на которых затем устроил собственные золотые прииски. Постепенно наращивая капитал, он стал купцом 1-й гильдии и переехал с семьёй в Санкт-Петербург.
Степан Соловьёв принял активное участие в деле отца. Его разведочные партии первыми прошли все отдалённые места Российской империи в поисках золотоносных жил. Так, он первый снарядил экспедиции для поисков золота на Олёкме, за Байкалом, на Амуре, на Алтае, в Верхотуринском уезде Пермской губернии и, наконец, в Ташкенте. За его же счёт была снаряжена особая научная экспедиция по реке Амур. В этой сфере он активно сотрудничал с Императорским Русским географическим обществом.
Степан Фёдорович Соловьёв был также одним из самых щедрых филантропов в Петербурге. К числу его наиболее важных пожертвований следует отнести устройство им на Васильевском острове сквера около памятника Румянцева. Весь его огромный дом перед сквером отдавался под бесплатные квартиры беднейшим жителям российской столицы.
В 1848 году Соловьёв за 10 тысяч рублей выкупил уникальную коллекцию старославянских книг А. И. Кастерина безвозмездно передал её в дар Публичной библиотеке. Коллекция, описанная В. М. Ундольским, насчитывала 1026 изданий, включая все известные к тому времени издания Ивана Фёдорова.
Делая огромные пожертвования, он, однако, всегда старался, чтобы имя жертвователя осталось неизвестным.
С 1865 года был почётным вольным общником Императорской Академии художеств. В 1881-м он стал редактором журнала «Вестник изящных искусств».
Степан Соловьёв написал несколько статей в защиту свободы золотого и платинового дела в России; одна из них: «Об ассигновках на золото» была напечатана в 1867 году в «Горном журнале» за 1867 год.
Степан Фёдорович Соловьёв умер в Санкт-Петербурге 10 августа 1867 года.